# Суханово (Херсонская область)
Суханово (укр. Суханове) — село в Мыловской сельской общине Бериславского района Херсонской области Украины.
Почтовый индекс — 74307. Телефонный код — 5546. Код КОАТУУ — 6520684202.

## Население
Население по переписи 2001 года составляло 416 человек.

### Языковой состав
Родной язык населения по данным переписи 2001 года:
| Язык       | Численность, чел. | Доля     |
| ---------- | ----------------- | -------- |
| Украинский | 392               | 94,23 %  |
| Русский    | 19                | 4,57 %   |
| Молдавский | 5                 | 1,20 %   |
| Итого      | 416               | 100,00 % |

## Местный совет
74351, Херсонская область, Бериславский район, с. Мыловое, ул. Бериславская, 26